# Agathoklea
Agathoklea (Ἀγαθόκλεια; i. e. 247 körül / i. e. 230-as évek közepe – i. e. 203/202) görög nemes hölgy, IV. Ptolemaiosz egyiptomi uralkodó (i. e. 221–205) kedvenc szeretője volt; Ptolemaiosz minisztere, Agathoklész testvére.
Agathoklea apja révén a Ptolemaida-ház távoli rokona volt. Oenanthé egyiptomi nemes hölgy és első férje, Agathoklész egyik lányaként született, Apai nagyanyja, Theoxéna szürakúzai görög hercegnő volt, az ő anyja, szintén Theoxéna pedig makedón nemes asszony, anyai ágon az i. e. 283 és 246 között uralkodó II. Ptolemaiosz féltestvére. Polübiosz szerint Agathokleának több rokona is a Ptolemaida-dinasztiát szolgálta, köztük Nikón, aki IV. Ptolemaiosz admirálisa volt, Philón és Philammón, Küréné kormányzója.
Agathoklea és fivére szinte korlátlan befolyással bírtak IV. Ptolemaioszra, akinek nagyratörő anyjuk mutatta be őket. Az uralkodónak Agathoklea maradt a kedvence, annak ellenére is, hogy i. e. 220-ban feleségül vette saját húgát, III. Arszinoét. Polübiosz (15.31.13) azt állítja, Agathoklea volt IV. Ptolemaiosz fiának a dajkája. I. e. 210 végén lehetséges, hogy fia született Ptolemaiosztól, de a gyermek valószínűleg nem sokkal később meghalt. Agathoklea egy gabonaszállító hajó tulajdonosa is lehetett.
Mikor Ptolemaiosz i. e. 205-ben meghalt, Agathoklész és szövetségesei titokban tartották halálát, hogy alkalmuk nyíljon kifosztani a királyi kincstárat; emellett összeesküvést szőttek Szoszibiosszal, melynek célja az volt, hogy trónra juttassák Agathoklészt vagy legalább régenssé tegyék az új, gyermek uralkodó, V. Ptolemaiosz mellett. Szoszibiosz segítségével meggyilkolták Arszinoét, majd Agathoklész lett a fiatal király gyámja.
Valószínű, hogy Agathoklész nem sokkal ezután megölette Szoszibiuszt, bár a részletek nem ismertek. I. e. 203-202 körül Alexandria egyiptomi és görög lakossága, akiket felháborítottak Agathoklész cselekedetei, Tlépolemosz katonai kormányzó vezetésével felkeltek ellene. Egy éjjel körbevették a palotát, és betörtek. Agathoklész és testvére kegyelemért könyörögtek, de hiába; Agathoklészt végül barátai ölték meg, hogy megkíméljék egy borzalmasabb haláltól, Agathoklea pedig anyjával és húgaival egy templomba menekült, de a felkelők kivonszolták őket, levetkőztették, majd átadták a népharagnak; az emberek puszta kézzel tépték őket darabokra. Rokonaik, akiknek közük volt Arszinoé meggyilkolásához, hasonló sorsra jutottak.
Polübiosz említ egy másik Agathokleát is, egy bizonyos Arisztomenész lányát.

## Fordítás
- Ez a szócikk részben vagy egészben  az   Agathoclea című angol Wikipédia-szócikk ezen változatának fordításán alapul.  Az eredeti cikk szerkesztőit annak laptörténete sorolja fel. Ez a jelzés csupán a megfogalmazás eredetét és a szerzői jogokat jelzi, nem szolgál a cikkben szereplő információk forrásmegjelöléseként.